# Dero trifida
Dero trifida är en ringmaskart som beskrevs av Loden 1979. Dero trifida ingår i släktet Dero och familjen glattmaskar. Inga underarter finns listade i Catalogue of Life.